# 佔屋

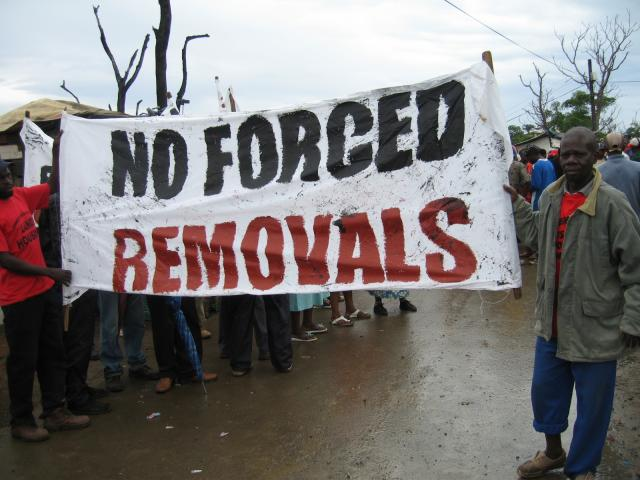
棚户区居民运动在德班组织的抗议

佔屋（英語：Squatting）是指在沒有一般法律認可的擁有權或租用權下，占用閒置或廢棄的空間或建築物的行為。該詞彙通常用於住宅。
佔屋在二次世界大戰後曾在數個國家形成社會運動，以彰顯土地使用或都市計劃的社會不公。而不少國家以刑法將佔屋視為侵權的行為起訴佔用者。台灣立報、中華民國專業者都市改革組織 (OURs)、香港信報曾報導或介紹佔屋行為，做為一種實踐無住屋運動的手段。
香港的寮屋、英國的佔屋運動、台灣Bbrother的廢墟行動皆為佔屋或佔地的例子。香港法例規定佔屋超過12年可申請逆權侵佔。荷蘭於2010年10月1日立法禁止佔屋。然而，先前由佔屋運動佔下的空間或建物不少已合法化成社會或社區中心。